# Anne Grethe Jensen
Anne Grethe Jensen (Næstved, 7 de noviembre de 1951) es una jinete danesa que compitió en la modalidad de doma.
Participó en tres Juegos Olímpicos de Verano, entre 1984 y 1992, obteniendo una medalla de plata en Los Ángeles 1984, en la prueba individual, y el quinto lugar en Barcelona 1992, por equipos.
Ganó dos medallas en el Campeonato Mundial de Doma, oro en 1986 y bronce en 1982, y cuatro medallas en el Campeonato Europeo de Doma, en los años 1983 y 1985.

## Palmarés internacional
| Juegos Olímpicos   | Juegos Olímpicos             | Juegos Olímpicos  | Juegos Olímpicos |
| Año                | Lugar                        | Medalla           | Categoría        |
| ------------------ | ---------------------------- | ----------------- | ---------------- |
| 1984               | Los Ángeles (Estados Unidos) | Medalla de plata  | Individual       |
| Campeonato Mundial |                              |                   |                  |
| Año                | Lugar                        | Medalla           | Categoría        |
| 1982               | Lausana (Suiza)              | Medalla de bronce | Por equipos      |
| 1986               | Cedar Valley (Canadá)        | Medalla de oro    | Individual       |
| Campeonato Europeo |                              |                   |                  |
| Año                | Lugar                        | Medalla           | Categoría        |
| 1983               | Aquisgrán (RFA)              | Medalla de oro    | Individual       |
| 1983               | Aquisgrán (RFA)              | Medalla de plata  | Por equipos      |
| 1985               | Copenhague (Dinamarca)       | Medalla de plata  | Por equipos      |
| 1985               | Copenhague (Dinamarca)       | Medalla de bronce | Individual       |